# Les autres
Les autres é um filme francês de 1975, do gênero drama, realizado por Hugo Santiago. o argumento é de Jorge Luís Borges (com base no seu livro), os diálogos de Adolfo Bioy Casares e a fotografia de Ricardo Aranovitch.

## Sinopse
Um livreiro, cujo filho cometeu suicídio, percebe que ele nunca tinha compreendido o jovem. Por esse motivo, este homem de cinquenta anos tenta encontrar algo do seu filho através dos amigos deste.

## Elenco
- Maurice Born
- Noëlle Chatelet
- Patrice Dally
- Pierrette Destanque
- Bruno Devoldere
- Domonique Guezenec
- Pierre Julien
- Marc Monnet
- Roger Planchon
- Jean-Daniel Pollet
- Daniel Vignat

## Prémios e nomeações
- Recebeu em 1976 o primeiro Decibel Dourado.